# 蟒河
蟒河，又称莽河、漭河，是中華人民共和國山西省和河南省的一條河流，發源於山西省陽城縣王屋山花野嶺，流經济源市、孟州市、温县，至黄河沿岸折向东流，在武陟縣董宋村入黃河，全長135.7公里，流域面積1328平方公里，常年流量1.5立方米每秒。